# Kroatisch curlingteam (gemengddubbel)
Het Kroatische curlingteam vertegenwoordigt Kroatië in internationale curlingwedstrijden.

## Geschiedenis
Kroatië debuteerde op het wereldkampioenschap curling voor gemengddubbele landenteams ven 2017 in het Canadese Lethbridge. De eerste interland werd met 11-0 verloren van Finland. Kroatië won geen enkele wedstrijd en eindigde als zevenendertigste. Dat was ook het beste resultaat tot nu toe.

## Kroatië op het wereldkampioenschap
| Jaar | Plaats        | Team                              | WG            | W             | V             | PV            | PT            |
| ---- | ------------- | --------------------------------- | ------------- | ------------- | ------------- | ------------- | ------------- |
| 2008 | Geen deelname | Geen deelname                     | Geen deelname | Geen deelname | Geen deelname | Geen deelname | Geen deelname |
| 2009 | Geen deelname | Geen deelname                     | Geen deelname | Geen deelname | Geen deelname | Geen deelname | Geen deelname |
| 2010 | Geen deelname | Geen deelname                     | Geen deelname | Geen deelname | Geen deelname | Geen deelname | Geen deelname |
| 2011 | Geen deelname | Geen deelname                     | Geen deelname | Geen deelname | Geen deelname | Geen deelname | Geen deelname |
| 2012 | Geen deelname | Geen deelname                     | Geen deelname | Geen deelname | Geen deelname | Geen deelname | Geen deelname |
| 2013 | Geen deelname | Geen deelname                     | Geen deelname | Geen deelname | Geen deelname | Geen deelname | Geen deelname |
| 2014 | Geen deelname | Geen deelname                     | Geen deelname | Geen deelname | Geen deelname | Geen deelname | Geen deelname |
| 2015 | Geen deelname | Geen deelname                     | Geen deelname | Geen deelname | Geen deelname | Geen deelname | Geen deelname |
| 2016 | Geen deelname | Geen deelname                     | Geen deelname | Geen deelname | Geen deelname | Geen deelname | Geen deelname |
| 2017 | 37            | Mislav Martinic & Iva Roso        | 7             | 0             | 7             | 24            | 73            |
| 2018 | 40            | Ognjen Golubić & Lucija Fabijanić | 7             | 0             | 7             | 24            | 87            |
| 2019 | 41            | Dario Vuković & Iva Penava        | 7             | 1             | 6             | 22            | 67            |
| 2021 | Geen deelname | Geen deelname                     | Geen deelname | Geen deelname | Geen deelname | Geen deelname | Geen deelname |
| 2022 | Geen deelname | Geen deelname                     | Geen deelname | Geen deelname | Geen deelname | Geen deelname | Geen deelname |
| 2023 | Geen deelname | Geen deelname                     | Geen deelname | Geen deelname | Geen deelname | Geen deelname | Geen deelname |
| 2024 | Geen deelname | Geen deelname                     | Geen deelname | Geen deelname | Geen deelname | Geen deelname | Geen deelname |
| 2025 | Geen deelname | Geen deelname                     | Geen deelname | Geen deelname | Geen deelname | Geen deelname | Geen deelname |

Australië · België · Brazilië · Bulgarije · Canada · China · Chinees Taipei · Denemarken · Duitsland · Engeland · Estland · Filipijnen · Finland · Frankrijk · Griekenland · Groot-Brittannië · Guyana · Hongarije · Hongkong · Ierland · India · Israël · Italië · Jamaica · Japan · Kazachstan · Kirgizië · Koeweit · Kosovo · Kroatië · Letland · Litouwen · Luxemburg · Mexico · Mongolië · Nederland · Nieuw-Zeeland · Nigeria · Noorwegen · Oekraïne · Oostenrijk · Polen · Portugal · Puerto Rico · Qatar · Roemenië · Rusland · Saoedi-Arabië · Schotland · Servië · Slovenië · Slowakije · Spanje · Thailand · Tsjechië · Turkije · Verenigde Staten · Wales · Wit-Rusland · Zuid-Korea · Zweden · Zwitserland